# Seznam guvernerjev Georgije
Seznam guvernerjev Georgije.

## Kolonija
- James Oglethorpe 1733 - 1743 (zaupnik) (Oglethorpe County)
- William Stephens (predsednik) 1743 - 1751
- Henry Parker (predsednik) 1751 - 1752
- Patrick Graham (predsednik) 1752 - 1754
- John Reynolds 1754 - 1757
- Henry Ellis 1757 - 1760
- James Wright 1760 - 1776, 1779 - 1782

## Država
1. George Walton 1775 - 1776 (Walton County)
2. Archibald Bulloch 1776 - 1777 (Bulloch County)
3. Button Gwinnett 1777 (Gwinnett County)
4. John A. Treutlen Whig 1777-1778 (Treutlen County)
5. John Houstoun Whig 1778-1779 (Houston County)
6. John Wereat Whig 1779-1780
7. George Walton Whig 1779-1780 (Walton County)
8. Richard Howly Whig 1780-1780
9. Stephen Heard Whig 1780-1780 (Heard County)
10. Myrick Davies Whig 1780-1781
11. Nathan Brownson Whig 1781-1782
12. John Martin, neodvisen, 1782-1783
13. Lyman Hall, neodvisen, 1783-1784 (Hall County)
14. John Houstoun, neodvisen, 1784-1785 (Houston County)
15. Samuel Elbert, neodvisen, 1785-1786 (Elbert County)
16. Edward Telfair, neodvisen, 1786-1787 (Telfair County)
17. George Mathews, neodvisen, 1787-1788
18. George Handley, neodvisen, 1788-1789
19. George Walton, neodvisen, 1789-1790 (Walton County)
20. Edward Telfair, neodvisen, 1790-1793 (Telfair County)
21. George Mathews, neodvisen, 1793-1796
22. Jared Irwin, neodvisen, 1796-1798 (Irwin County)
23. James Jackson Jeff.-Rep. 1798-1801 (Jackson County)
24. David Emanuel Jeff.-Rep. 1801-1801 (Emanuel County)
25. Josiah Tattnall mlajši Jeff.-Rep. 1801-1802 (Tattnall County)
26. John Milledge Jeff.-Rep. 1802-1806
27. Jared Irwin Jeff.-Rep. 1806-1809 (Irwin County)
28. David B. Mitchell Jeff.-Rep. 1809-1813
29. Peter Early Jeff.-Rep. 1813-1815 (Early County)
30. David B. Mitchell Jeff.-Rep. 1815-1817
31. William Rabun Jeff.-Rep. 1817-1819 (Rabun County)
32. Matthew Talbot Jeff.-Rep. 1819-1819 (Talbot County)
33. John Clark Jeff.-Rep. 1819-1823
34. George M. Troup Jeff.-Rep. 1823-1827 (Troup County)
35. John Forsyth Jeff.-Rep. 1827-1829 (Forsyth County)
36. George R. Gilmer, neznana, 1829-1831 (Gilmer County)
37. Wilson Lumpkin Demokrat 1831-1835 (Lumpkin County)
38. William Schley Demokrat 1835-1837 (Schley County)
39. George R. Gilmer Whig 1837-1839
40. Charles J. McDonald Demokrat 1839-1843
41. George W. Crawford Whig 1843-1847 (Crawford County)
42. George W. Towns Demokrat 1847-1851 (Towns County)
43. Howell Cobb Union Demokratic 1851-1853 (not Cobb County)
44. Herschel V. Johnson Unionistični demokrat 1853-1857 (Johnson County)
45. Joseph E. Brown Demokrat 1857-1865
46. James Johnson Demokrat 1865-1865
47. Charles J. Jenkins Demokrat 1865-1868 (Jenkins County)
48. Brig. Gen. Thomas H. Ruger vojaški guverner, 1868-1868
49. Rufus B. Bullock Republikanec 1868-1871
50. Benjamin Conley Republikanec 1871-1872
51. James M. Smith Demokrat 1872-1877
52. Alfred H. Colquitt Demokrat 1877-1882 (not Colquitt County)
53. Alexander H. Stephens Demokrat 1882-1883 (Stephens County)
54. James S. Boynton Demokrat 1883-1883
55. Henry D. McDaniel Demokrat 1883-1886
56. John B. Gordon Demokrat 1886-1890 (not Gordon County)
57. William J. Northern Demokrat 1890-1894
58. William Y. Atkinson Demokrat 1894-1898 (Atkinson County)
59. Allen D. Candler Demokrat 1898-1902 (Candler County)
60. Joseph M. Terrell Demokrat 1902-1907 (Terrell County)
61. Hoke Smith Demokrat 1907-1909
62. Joseph M. Brown Demokrat 1909-1911
63. Hoke Smith Demokrat 1911-1911
64. John M. Slaton Demokrat 1911-1912
65. Joseph M. Brown Demokrat 1912-1913
66. John M. Slaton Demokrat 1913-1915
67. Nathaniel E. Harris Demokrat 1915-1917
68. Hugh M. Dorsey Demokrat 1917-1921
69. Thomas W. Hardwick Demokrat 1921-1923
70. Clifford Walker Demokrat 1923-1927
71. Lamartine G. Hardman Demokrat 1927-1931
72. Richard Russell mlajši Demokrat 1931-1933
73. Eugene Talmadge Demokrat 1933-1937
74. Eurith D. Rivers Demokrat 1937-1941
75. Eugene Talmadge Demokrat 1941-1943
76. Ellis Arnall Demokrat 1943-1947
77. Melvin E. Thompson Demokrat 1947-1948
78. Herman Talmadge Demokrat 1948-1955
79. Marvin Griffin Demokrat 1955-1959
80. Ernest Vandiver Demokrat 1959-1963
81. Carl E. Sanders Demokrat 1963-1967
82. Lester Maddox Demokrat 1967-1971
83. James E. Carter mlajši Demokrat 1971-1975
84. George D. Busbee Demokrat 1975-1983
85. Joe Frank Harris Demokrat 1983-1991
86. Zell B. Miller Demokrat 1991-1999
87. Roy Barnes Demokrat 1999-2003
88. George E. »Sonny« Perdue III Republikanec 2003-